# What Animated Women Want
"What Animated Women Want" é o décimo sétimo episódio da vigésima quarta temporada de The Simpsons. Sua emissão ocorreu em 14 de abril de 2013.

## Enredo
Depois de Marge se cansar de seu mau comportamento, Homer procura o conselho de um chef de sushi local, a fim de se tornar uma pessoa melhor, mas Moe convence Homer que a 50 Shades of Grey relacionamento sadomasoquista locais é o caminho a percorrer. Enquanto isso, Milhouse torna-se um bad boy para impressionar Lisa.